# Ichijō Uchimoto
Ichijō Uchimoto (一条 内基 1548 – 1611?) fue un kuge (cortesano) que actuó de regente a finales de la era Azuchi-Momoyama. Fue hijo del regente Ichijō Fusamichi.
Ocupó la posición de kanpaku del Emperador Ōgimachi entre 1581 y 1585.
Adoptó a Ichijō Akiyoshi como su hijo.